# Juan Echanove

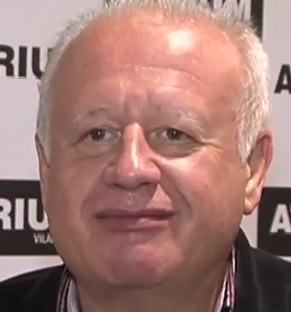
Juan Echanove (2015)

Juan Echanove (* 1. April 1961 in Madrid, Spanien) ist ein spanischer Regisseur und Schauspieler. Im Laufe seiner Karriere wurde er zweimal mit dem Goya ausgezeichnet und war mehrere Male dafür nominiert.

## Leben
Juan Echanove erhielt seine erste Rolle für den Film Der Fall Almeria, schnell folgten weitere Aufträge, jedoch hauptsächlich nationale. 1992 spielte er mit Trennung mit Hindernissen auch in einem international bekannteren Film mit. Für die Fernsehserie Turno de oficio: Diez años después war er nicht nur vor der Kamera zu sehen, sondern führte für sechs Folgen auch erstmals Regie.
In jüngster Zeit war Echanove in der Romanverfilmung Alatriste zu sehen, der zwar eine unter anderem spanische Produktion war, jedoch auch über die Landesgrenzen hinaus bekannt wurde. Es ist geplant, dass der Film Una historia criminal bald erscheinen soll, die Dreharbeiten begannen schon 2009 und dauern noch an.

## Filmografie (Auswahl)
als Schauspieler
- 1984: Der Fall Almeria (El caso Almeria)
- 1984: Eine unvergessliche Nacht (La noche más hermosa)
- 1985: La hora bruja
- 1986: Tiempo de silencio
- 1986: Bilbao Blues
- 1987: Carrera nocturna
- 1987: Die Saat des Hasses (Fernsehserie)
- 1987: Divinas palabras
- 1988: No hagas planes con Marca
- 1988: Miss Caribe
- 1989: Lobon: Wilderer der Sierra (Fernsehserie)
- 1989: Bajarse al moro
- 1990: Der Blinde und der Mörder (A solas contigo)
- 1991: La noche más larga
- 1992: Orquesta Club Virginia
- 1992: Trennung mit Hindernissen (Shooting Elizabeth)
- 1993: Madre Gilda
- 1994: Mein Seelenbruder (Mi hermano del alma)
- 1995: La mujer de tu vida 2: La mujer cualquiera
- 1995: Una casa en las afueras
- 1995: Mein blühendes Geheimnis (La flor de mi secreto)
- 1996: Turno de oficio: Diez años después (Fernsehserie)
- 1997: Memorias del ángel caído
- 1998: Los años bárbaros
- 1998: Pin plus (Fernsehserie)
- 1999: Camino de Santiago (Fernsehserie)
- 2000: Jara
- 2000: Adiós con el corazón
- 2001: Sin noticias de Dios
- 2002: Max Aub (Fernsehfilm)
- 2003: El juego de Arcibel
- 2003: El elefante del rey
- 2003: Los reyes magos
- 2004–2005: Dance – Der Traum vom Ruhm (Un paso adelante) (Fernsehserie)
- 2005: Morir en San Hilario
- 2006: Bienvenido a casa
- 2006: Alatriste
- 2007: Manolete
- 2007: Quiéreme
- 2007: Quédate
- 2009: U.C.O. (Fernsehserie)

als Regisseur
- 1996: Turno de ofício: Diez años después